# Robert Porter Caldwell

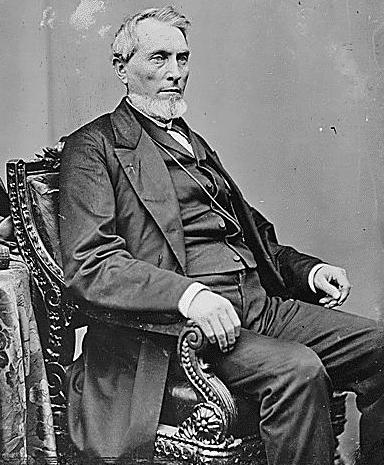
Robert Porter Caldwell

Robert Porter Caldwell (* 16. Dezember 1821 im Adair County, Kentucky; † 12. März 1885 in Trenton, Tennessee) war ein US-amerikanischer Politiker. Zwischen 1871 und 1873 vertrat er den Bundesstaat Tennessee im US-Repräsentantenhaus.

## Werdegang
Noch in seiner Jugend kam Robert Caldwell mit seinen Eltern in das Henry County in Tennessee. Später zog die Familie in das Obion County weiter. Caldwell besuchte die öffentlichen Schulen in Troy und in Lebanon. Nach einem anschließenden Jurastudium in Troy und seiner im Jahr 1845 erfolgten Zulassung als Rechtsanwalt begann er in Trenton in seinem neuen Beruf zu arbeiten. Gleichzeitig schlug er als Mitglied der Demokratischen Partei eine politische Laufbahn ein.
In den Jahren 1847 und 1848 saß er als Abgeordneter im Repräsentantenhaus von Tennessee; von 1855 bis 1856 gehörte er dem Staatssenat an. 1858 wurde er leitender Staatsanwalt im 16. Gerichtsbezirk von Tennessee. Während des Bürgerkrieges war Caldwell Major einer aus Tennessee stammenden Infanterieeinheit im Heer der Konföderation.
Bei den Kongresswahlen des Jahres 1870 wurde Caldwell im siebten Wahlbezirk von Tennessee in das US-Repräsentantenhaus in Washington, D.C. gewählt, wo er am 4. März 1871 die Nachfolge von Isaac Roberts Hawkins antrat. Da er im Jahr 1872 von seiner Partei nicht zur Wiederwahl nominiert wurde, konnte er bis zum 3. März 1873 nur eine Legislaturperiode im Kongress absolvieren. Nach seinem Ausscheiden aus dem US-Repräsentantenhaus arbeitete Caldwell wieder als Anwalt. Er starb am 12. März 1885 in Trenton, wo er auch beigesetzt wurde.